# WebTorrent
WebTorrent — это пиринговый (P2P) сервис с функцией стриминга, написанный на языке JavaScript и использующий WebRTC. Создан для использования в веб-браузерах, а также в виде отдельной версии WebTorrent Desktop. WebTorrent позволяет воспроизводить видео- и аудиоролики, содержащиеся в загружаемом торренте, прямо во время загрузки, без необходимости её полного завершения. Авторами данного торрент-клиента являются Фероcc Абухадиеx, Джон Хиcи и его команда из WebTorrent и GitHub.

## История
Идея WebTorrent — заставить BitTorrent работать в браузерах. Любой веб-браузер должен иметь возможность подключаться к пиринговой сети, извлекать содержимое, проверять его правильность и отображать его пользователю — все это без централизованных серверов, а только полагаться на сеть браузеров пользователей. Для обеспечения трансляции достаточно, чтобы браузер поддерживал JavaScript API. Существует и реализация, напрямую работающая с HTML5.
До появления WebTorrent разработчики сначала попробовали Peer-CDN (сеть доставки содержимого) в качестве стартапа, который был продан Yahoo в 2013 году. Цель WebTorrent — максимально поддерживать совместимость с BitTorrent. WebTorrent использует тот же протокол, что и BitTorrent, но использует другой транспортный уровень. BitTorrent использует TCP-соединение и UDP-пакеты, которые в настоящее время не работают в Интернете по соображениям безопасности, в то время как WebTorrent использует WebRTC, облегчающий пиринговое подключение и функции в Интернете, в качестве единственной возможности избежать использование серверов (то есть веб-сокетов и посредников).

## WebTorrent Desktop
WebTorrent Desktop совмещает два протокола: WebRTC на основе WebTorrent и TCP/IP на основе BitTorrent одновременно. Разработчики использовали Electron, который делает настольное приложение с возможностью использования JavaScript с доступом ко всем API из Chrome и Node. Доступен для Linux, macOS и Windows.

## Функциональность программы
В главном окне отображается список текущих задач, на каждом из которых отображен ряд информационных элементов. Также, в случаях с видео- и аудиофайлами, имеется кнопка запуска, при нажатии на которую начинается воспроизведение ролика во встроенном плеере. Это реализовано как в браузере (с поддержкой WebRTC), так и в WebTorrent Desktop приложении.
В остальном, это совершенно обычный, но значительно упрощенный, торрент-клиент, который способен загружать и раздавать абсолютно любые торренты. У программы крайне ограниченный ассортимент настроек и статических данных, которые, обычно, нужны только активно раздающим пользователям.

## Использование
Некоторые Торрент клиенты уже поддерживают раздачу пирам в WebTorrent например BiglyBT (есть версия для Android) и основанные на libtorrent такие как QBittorrent, Deluge и LibreTorrent (Android).
PeerTube ранее использовал WebTorrent но отказались из-за сложности поддержки.